# Kamienica przy ul. Kościelnej 6 w Kłodzku
Kamienica przy ul. Kościelnej 6 w Kłodzku – pochodząca z XVIII wieku barokowa kamienica, położona w obrębie starówki.

## Historia
Dom jest został wzniesiony w XVIII wieku, pierwotnie budynek posiadał dwie kondygnacja. Trzecią i poddasze dobudowano w drugiej połowie XIX wieku.
Decyzją wojewódzkiego konserwatora zabytków z dnia 16 czerwca 1987 roku kamienica została wpisana do rejestru zabytków

## Architektura
Budynek posiada dwie elewacje: wschodnią od ulicy Kościelnej i południową od placu Kościelnego. Ta druga jest bardziej interesująca dzięki spokojnym i harmonijnym pilastrom. Wraz z sąsiednim budynkiem, stojącym przy placu Kościelnym 12 stanowi on korzystne tło dla posągu św. Jana Nepomucena. Oba te domy znakomicie zamykają perspektywę placu Kościelnego. 

## Galeria

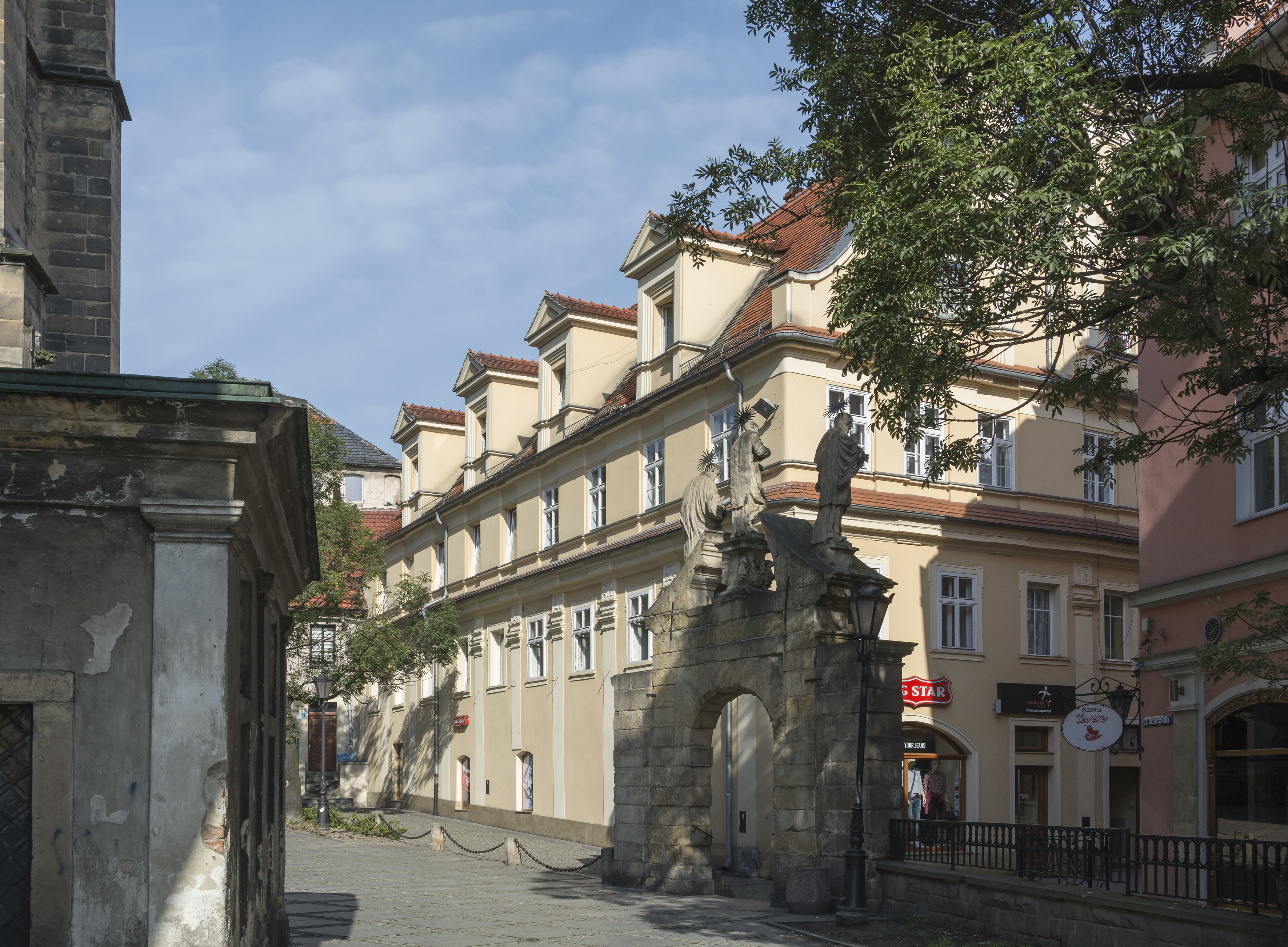
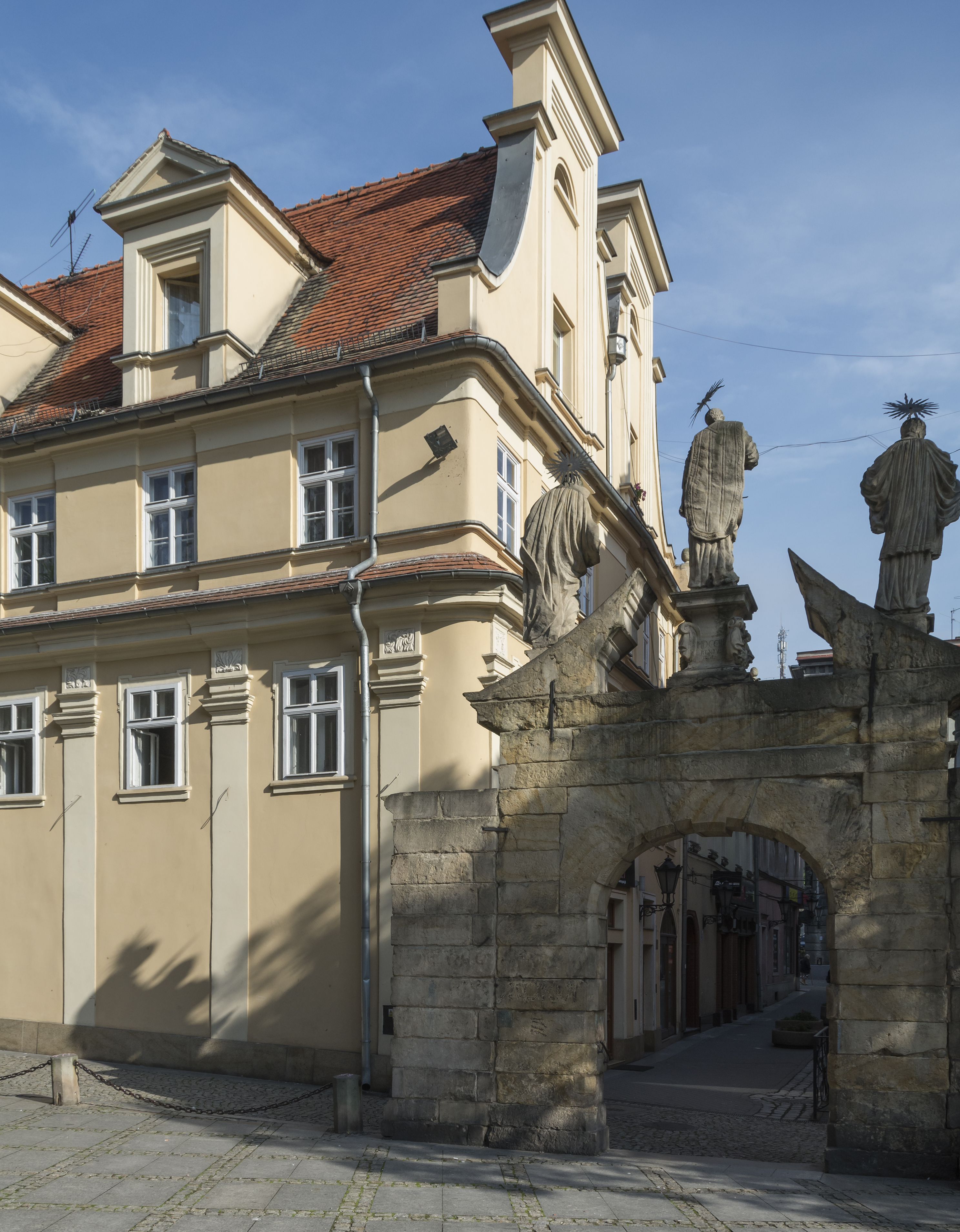
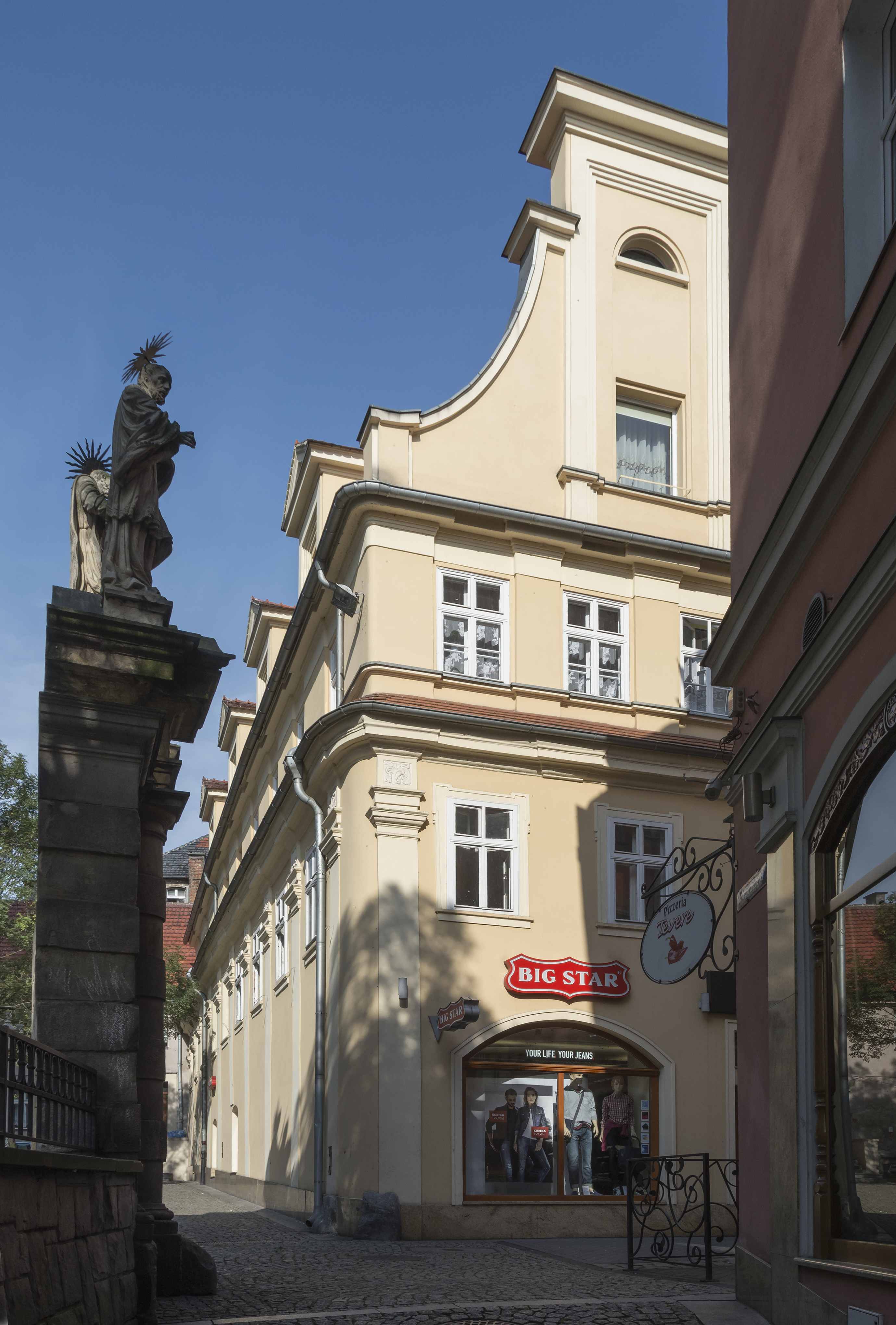
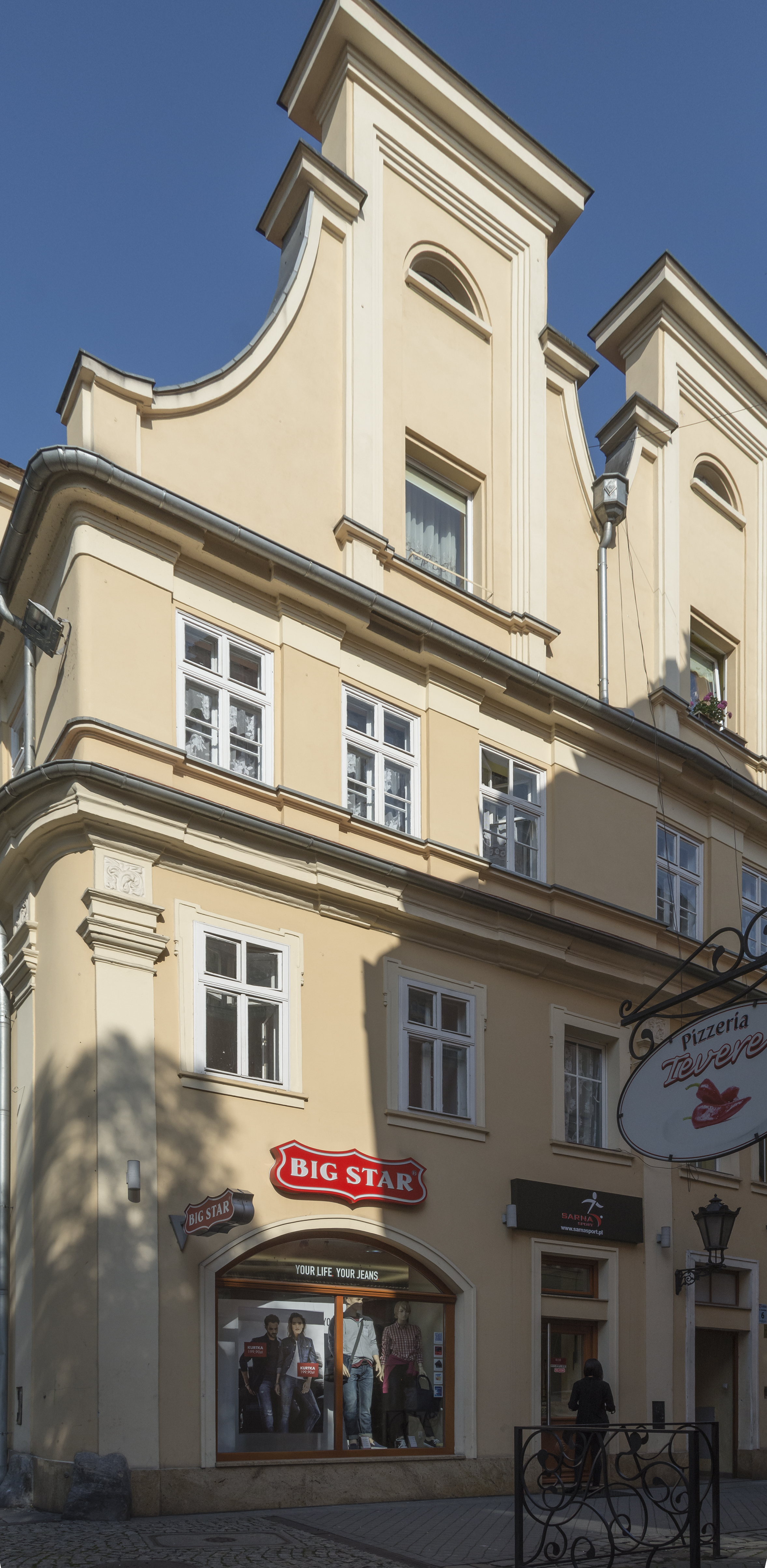
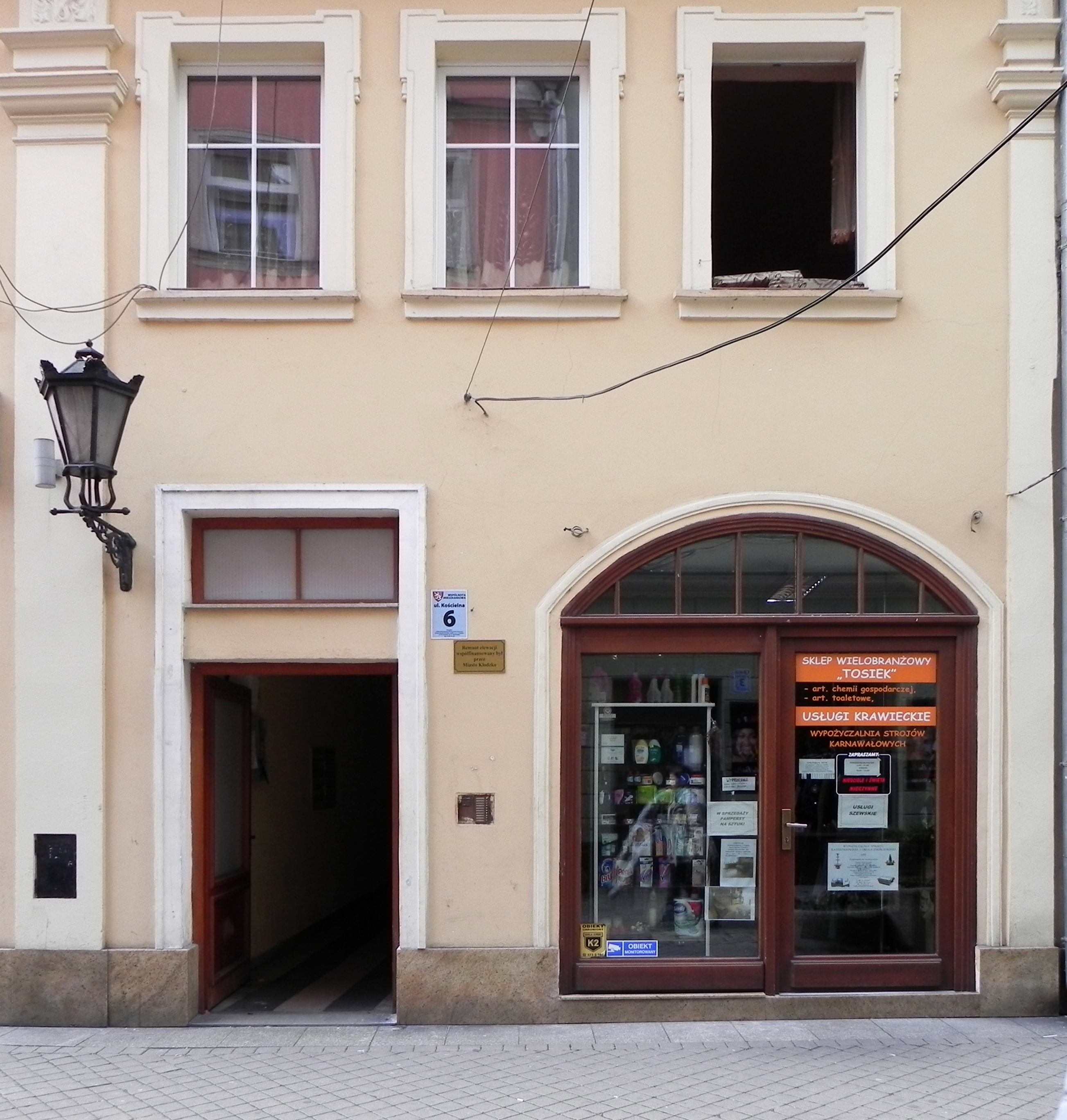
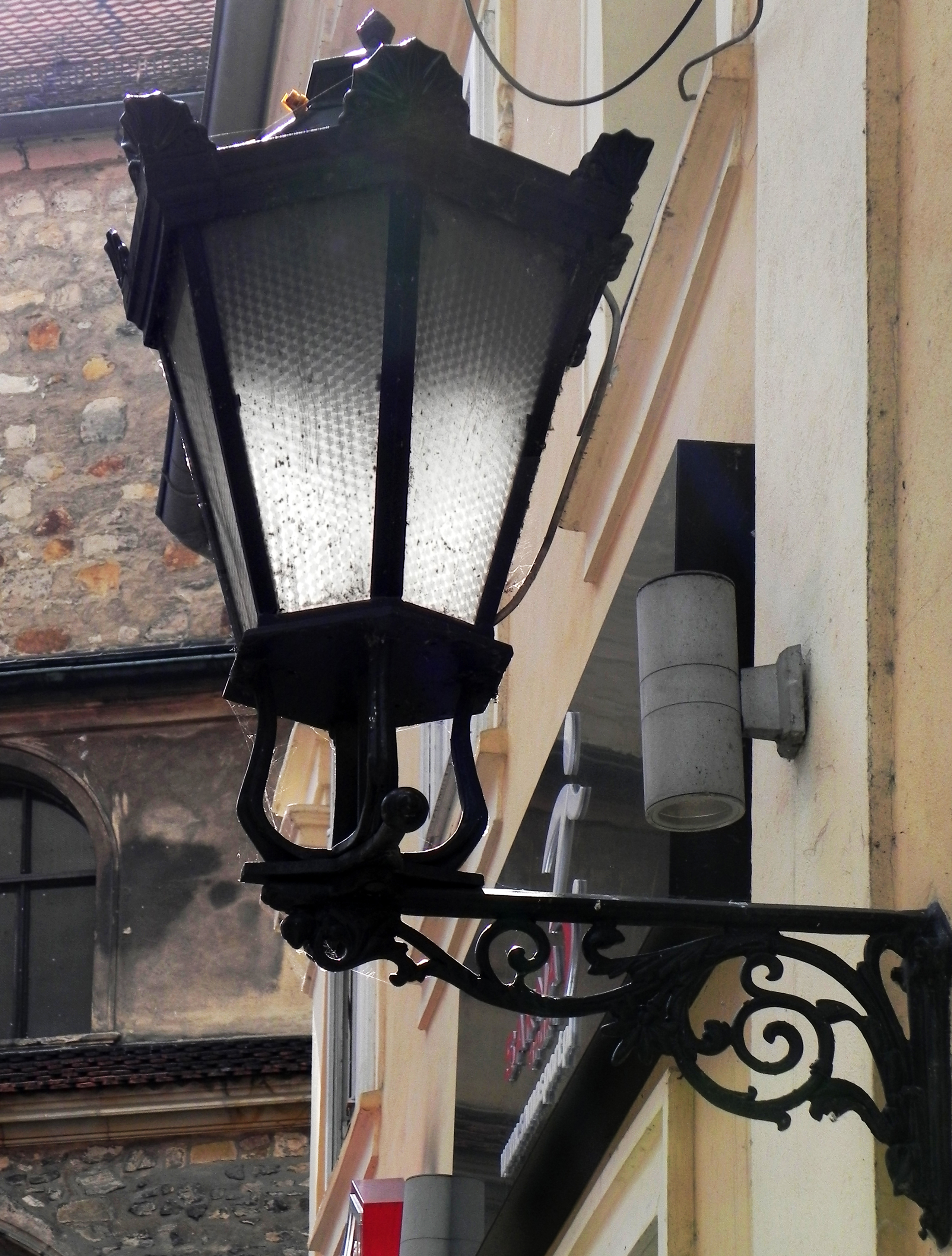